# اچ‌ام‌اس پاتریوت (۱۹۱۶)
اچ‌ام‌اس پاتریوت (۱۹۱۶) (به انگلیسی: HMS Patriot (1916)) یک کشتی بود که طول آن ۲۷۴ فوت (۸۴ متر) بود. این کشتی در سال ۱۹۱۶ ساخته شد.